# Forscherheim Assenheim
Das Forscherheim Assenheim war ein von 1924 bis 1932 bestehendes und von Max Graf zu Solms als Mäzen unterhaltenenes Gelehrtenkollegs für Wissenschaftler, Privatgelehrte und Intellektuelle aus dem Bereich der Sozial-, Geschichts- und Literaturwissenschaften im Schloss Assenheim in Niddatal.

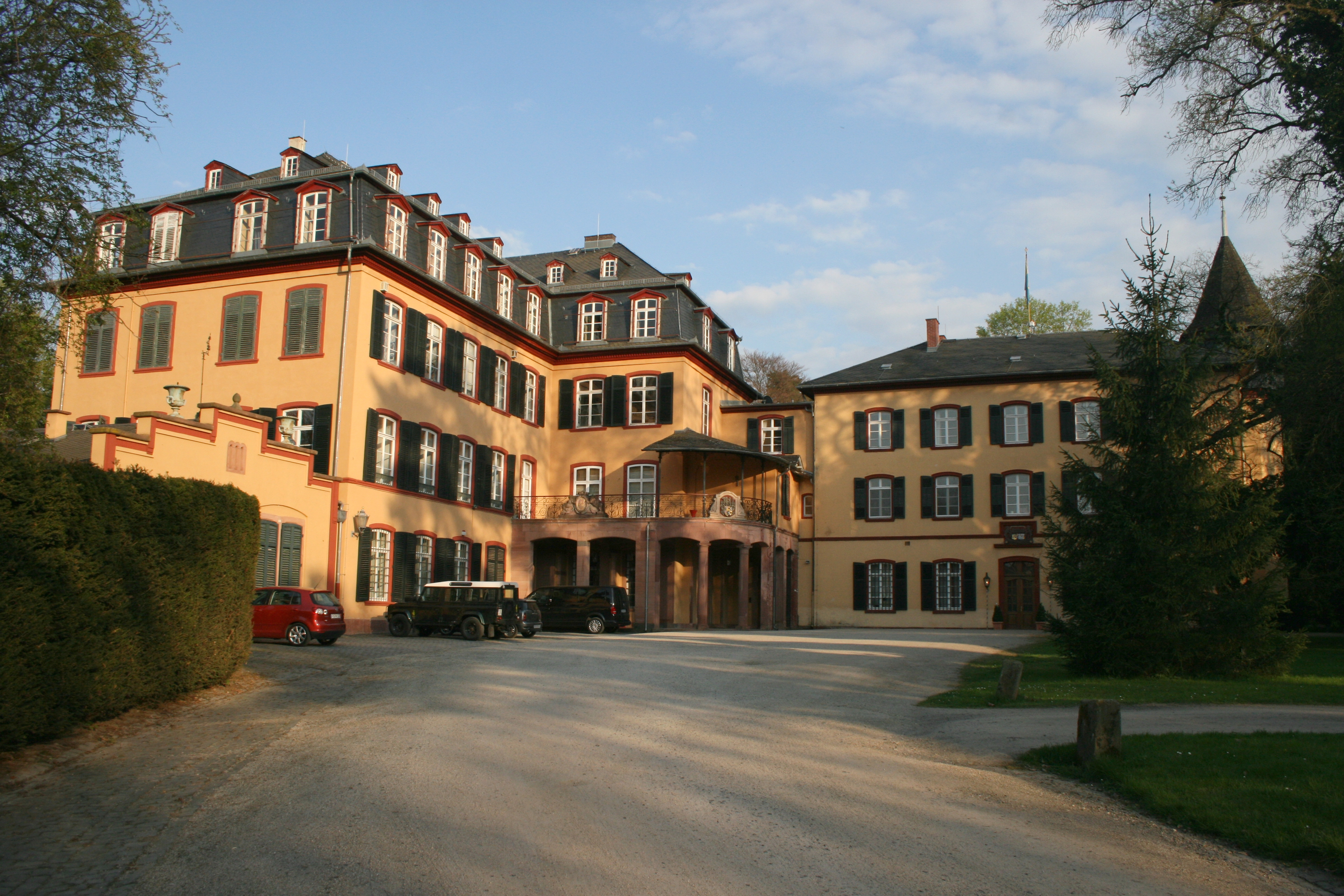
Schloss Assenheim heute.

Es war der lebendige Versuch, für die nach dem Ersten Weltkrieg entstandenen Intellektuellenzirkel eine „neue Lebensform“ zu entwickeln. Das Forscherheim Assenheim war damit eine der ersten Einrichtungen seiner Art in Deutschland. Solms, der einem alten Adelsgeschlecht angehörte, erkannte die Zeichen seiner Zeit, in der die alte Ständeordnung verfiel und das wohlhabende Bürgertum an die Macht strebte. Eine Konfrontation ablehnend, betrachtete er seinen überkommenen Besitz als Verpflichtung, den er versuchte, in den Dienst der Wissenschaft zu stellen, um so das Alte für das Neue fruchtbar zu machen. Um diese, in seinem schriftlichen Aufruf Brücken (Dezember 1922), vertretene Position Wirklichkeit werden zu lassen, stellte Solms seine Geburtsstätte in Assenheim, eigens für diesen Zweck zur Verfügung.
Nachdem Solms, der sich privat sehr für die Sozialwissenschaften seiner Zeit interessierte, das Erbe seines Vaters, der am 9. Februar 1923 verstorben war, zugefallen war, nahm er 1923 erste Kontakte zu Ferdinand Tönnies als dem Präsidenten der Deutschen Gesellschaft für Soziologie (DGS) auf. Dieser stimmte der Einladung zu, eine Tagung der DGS in Assenheim abzuhalten. Auf dieser Tagung, die am 28. und 29. September 1923 stattfand, entwickelte Solms die Idee, das Schloss Assenheim zu einer ständigen Stätte zur Begegnung für Intellektuelle auszubauen. Bei Tönnies stieß diese Idee sofort auf Gegenliebe, da dieser in seinen jungen Jahren mit den Gedanken zu einem ähnlichen Projekt gespielt hatte, ohne es realisieren zu können. Aus dieser Tagung ging auch das erste Comité hervor. Dieses Gremium war verantwortlich für die Auswahl geeigneter Teilnehmer für das Forscherheim.
Das Forscherheim wurde im April 1924 eröffnet. Es war Berührungspunkt geistiger Strömungen, indem hier Menschen, ganz im Sinne Solms', mit unterschiedlichsten Weltanschauungen und aus politischen Milieus stammend, einkehrten, um sich im friedlichen Austausch miteinander zu verständigen. Den dort Weilenden sollte es ein Ruhe- und Erholungsplatz sein, der Raum zur Arbeit und Aussprache bot, aber auch Platz für abendliche Diskussionsrunden und Referate. 1924 standen dazu acht Plätze bereit. Das erste Jahr finanzierte Solms das Heim aus seinen eigenen finanziellen Mitteln. Später sollte das Heim, einmal etabliert, durch ausländische Investoren getragen werden. Das Heim unterstand zuerst der baltischen Baronin Meta von Buxhoeveden. Später wurde es von Hans Lorenz Stoltenberg verwaltet. Ihm folgten Weitere (Wilhelm Karl von Isenburg, Nils von Ungarn-Sternberg, Franz Müller, Heinrich Striefler, Helene Turnau). Das Forscherheim wurde gut angenommen. Unter den Besuchern befanden sich zuerst vor allem Bibliothekare und Archivräte sowie Soziologen.
1932, der Höhepunkt der Weltwirtschaftskrise, war das letzte Jahr des Forscherheim Assenheims. Persönliche, wirtschaftliche und allgemein zeitbedingte Behinderungen machen seine Fortführung unmöglich, schreibt später seine Witwe Freda Solms.

## Persönlichkeiten, die Gäste im Forscherheim waren
- Carl Brinkmann
- Elisabeth Busse-Wilson
- Hans Delbrück
- Eduard Georg Jacoby
- Ignaz Jastrow
- Editha Klipstein
- Friedrich Meinecke
- Andreas Predöhl
- Charlotte von Reichenau
- Alexander von Schelting
- Herman Schmalenbach
- Hans Lorenz Stoltenberg
- Ferdinand Tönnies
- Karl Vorländer
- Robert Wilbrandt